# Artem Poljarus
Artem Ihorowytsch Poljarus (ukrainisch Артем Ігорович Полярус; * 5. Juli 1992 in Oleksandrija) ist ein ukrainischer Fußballspieler.

## Karriere

### Verein
Poljarus begann seine Karriere beim FK Oleksandrija. Im April 2011 debütierte er für die Profis von Oleksandrija in der Perscha Liha. Bis Saisonende kam er zu zwei Zweitligaeinsätzen, mit Oleksandrija stieg er zu Saisonende in die Premjer-Liha auf. Im März 2012 debütierte er gegen Obolon Kiew in der höchsten ukrainischen Spielklasse. In der Saison 2011/12 kam der Flügelspieler zu drei Erstligaeinsätzen, mit Oleksandrija stieg er allerdings nach nur einer Saison wieder in die Perscha Liha ab. In der Saison 2012/13 kam er zu 24 Zweitligaeinsätzen, in der Saison 2013/14 zu sechs.
Zur Saison 2014/15 wechselte Poljarus zu Dynamo Kiew, wo er für die ebenfalls zweitklassige Zweitmannschaft spielen sollte. Für Dynamo-2 kam er in jener Saison zu 27 Zweitligaeinsätzen, in denen er drei Tore machte. Zur Saison 2015/16 kehrte er zu Oleksandrija zurück, das inzwischen wieder in die Premjer-Liha aufgestiegen war. In weiteren vier Saisonen beim Verein kam er zu 79 Einsätzen in der ersten Liga, in denen er neun Tore erzielte.
Zur Saison 2019/20 wechselte Poljarus nach Russland zum Zweitligisten FK Chimki. Bis zum Saisonabbruch absolvierte er 26 Partien in der Perwenstwo FNL, in denen er fünf Tore machte. Zu Saisonende stieg er mit Chimki in die Premjer-Liga auf. Nach acht Erstligaeinsätzen schloss er sich im Oktober 2020 dem Ligakonkurrenten Achmat Grosny an. In der Saison 2020/21 kam er für die Tschetschenen zu zwölf Einsätzen. In der Saison 2021/22 absolvierte er bis zur Winterpause elf Partien. Im März 2022 löste er seinen Vertrag in Grosny auf. Zuvor hatte Russland sein Heimatland Ukraine überfallen, am Überfall war unter anderem auch sein Vereinspräsident Ramsan Kadyrow beteiligt.
Im selben Monat wechselte er daraufhin nach Polen zu Bruk-Bet Termalica Nieciecza.

### Nationalmannschaft
Poljarus kam zwischen Mai und September 2012 zweimal für die ukrainische U-20-Auswahl zum Einsatz. Von Oktober 2012 bis Januar 2013 absolvierte er sieben Partien für das U-21-Team.